# Ossaea brunescens
Ossaea brunescens är en tvåhjärtbladig växtart som beskrevs av Ignatz Urban. Ossaea brunescens ingår i släktet Ossaea och familjen Melastomataceae. Inga underarter finns listade i Catalogue of Life.